# Nairn Old Parish Church

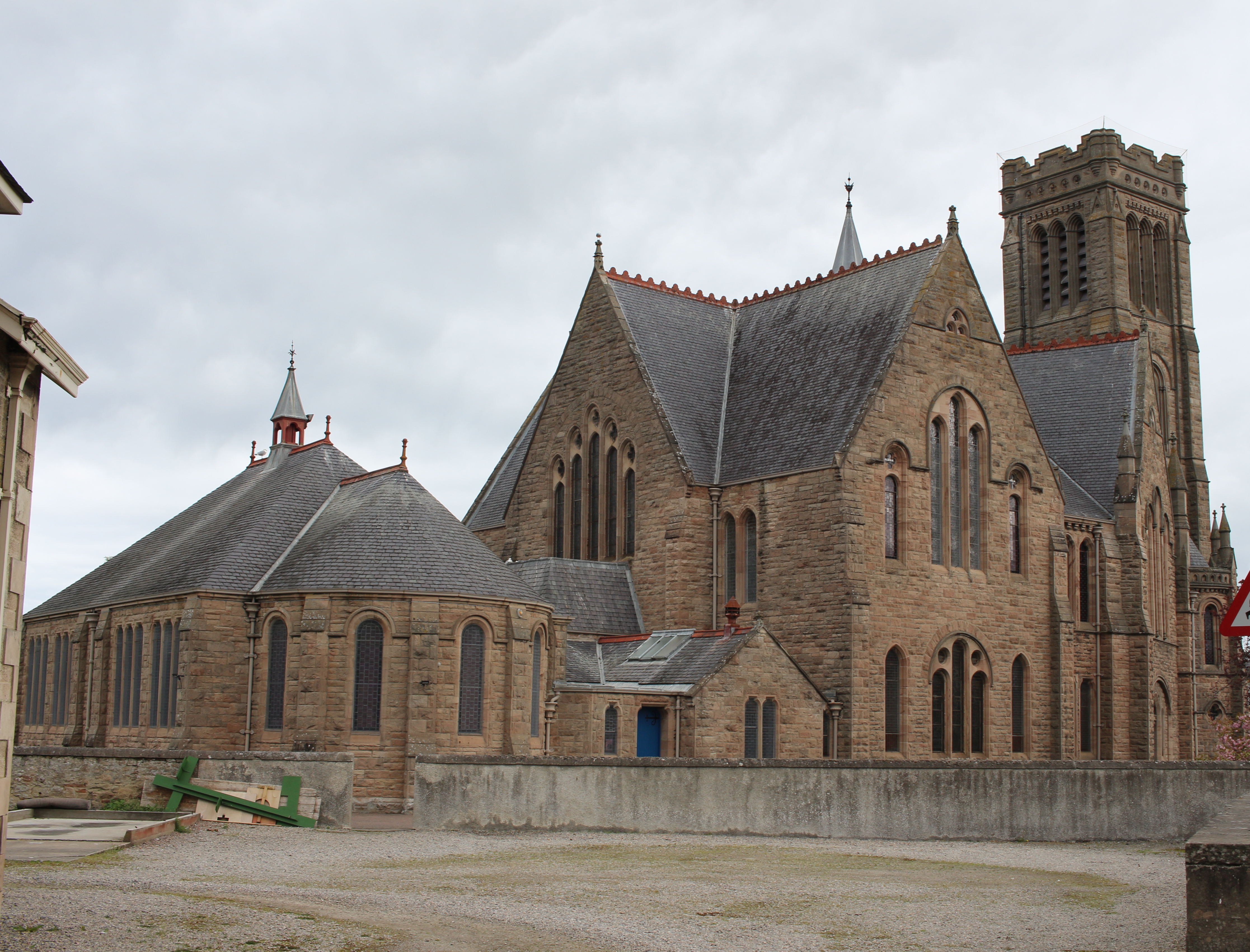
Nairn Old Parish Church

Die Nairn Old Parish Church ist eine Pfarrkirche der presbyterianischen Church of Scotland in der schottischen Ortschaft Nairn in der Council Area Highland. 1981 wurde das Bauwerk in die schottischen Denkmallisten in der höchsten Denkmalkategorie A aufgenommen.

## Geschichte
Um 1810 wurde nahe dem linken Nairn-Ufer mit der heutigen Old Parish Church eine neue Kirche errichtet. Mit dem Bau der Nairn Old Parish Church wurde sie obsolet und ist nur als Ruine erhalten geblieben. Der Grundstein zum Bau der Nairn Old Parish Church legte James Augustus Grant im Jahre 1894. Die Kirche wurde 1897 fertiggestellt und am 23. Juli desselben Jahres eröffnet. Ihren Entwurf lieferte der englische Architekt John Starforth. Das Taufbecken wurde 1899 gestiftet, während Lady Frances Balfour im folgenden Jahr den Abendmahltisch stiftete. Norman and Beard installierten ihre Orgel im Jahre 1903. 1950 wurde sie für einen elektro-pneumatischen Betrieb umgerüstet und 2006 ergänzt. Die von John Hardman gestalteten Bleiglasfenster wurden 1932 beziehungsweise 1942 an der Westseite installiert. Um 1946 wurden die von Douglas Strachan gestalteten Fenster am südlichen Querschiff eingesetzt. Zur Feier des hundertjährigen Bestehens der Kirche beziehungsweise zum Gedenken an die Gefallenen des Zweiten Weltkriegs stifteten Mitglieder der 51st (Highland) Division zwei Fenster am nördlichen Querschiff, die Eilidh Keith gestaltete.

## Beschreibung
Die Nairn Old Parish Church steht abseits der Academy Street (A96) im Zentrum Nairns. Die Kreuzkirche ist neogotisch in einer schlichten Umsetzung des Early English Style ausgestaltet. Ihr Mauerwerk besteht aus grob behauenen, bossierten Steinquadern. Markant ist der rund 30 Meter hohe Glockenturm an der Ostseite. Die Fenster auf den verschiedenen Ebenen sind zu Zwillingen oder Drillingen gekuppelt. Strebepfeiler zieren die Turmkanten. Der stumpfe Turm schließt mit einer umlaufenden Zinnenbewehrung. Das Hauptportal am Turmfuß ist mit Trumeaupfeiler, rundbogigem Gewände mit ornamentierter Archivolte und Wimperg ausgeführt. Zwei Treppentürme mit Kegeldächern. Der Kirchenkörper ist mit Lanzettfenstern ausgeführt, die an den Giebelflächen zu bis zu Fünflingen gekuppelt sind. Die steil geneigten Satteldächer sind schiefergedeckt und mit keramischem Firstbesatz verziert.